# Xumeika
Xumeika (en rus: Шумейка) és un poble de l'óblast de Saràtov, a Rússia, segons el cens del 2011 tenia 1.370 habitants. Pertany al districte municipal d'Engels.